# 恵比寿マスカッツ 真夜中のワイドショー
『恵比寿マスカッツ 真夜中のワイドショー』（えびすマスカッツ まよなかのワイドショー）は、AbemaTVで配信されていた番組である。

## 番組概要
当初は「日本一アブナイ大人なワイドショー」「未来の性の秩序を守るため、女性だけで議論する番組」として、恵比寿マスカッツが記者となり、性に関する事件などについて徹底討論する生配信の番組であった。しかし、PTA卒業後はコント企画が中心となっていき、新メンバーが加入してからは収録配信になっていった。2019年以降はロケの企画も始まり、普段使わない録音笑いを多用するようになった。
MCをオアシズの二人が、ご意見番を黒沢かずこ（森三中）が務める。オアシズが二人そろってMCを務める初の番組となる。3人のいずれかが出演できない場合は男性ゲスト1名を呼び代理MCを務める（柴田英嗣、鈴木拓、品川祐等）。
なお、番組開始時には恵比寿マスカッツ1.5に在籍していたティアや、PTAの一人として参加していたRio、新メンバーの一人として加入した神宮寺かなんは当番組には一度も出演することなく卒業となっている。
総監督であるマッコイ斉藤（番組ではスタッフ表記）は「夕やけニャンニャンの深夜版」と位置づけ、県大会レベルのチームプレイで笑いを作る番組としている。
当初のタイトルは「恵比寿マスカッツ1.5 真夜中のワイドショー」であったが、恵比寿マスカッツ1.5が恵比寿マスカッツに改名したことと新メンバーが加わった事に伴い、2018年8月31日（第41回）配信分より、個別回のタイトルは「恵比寿マスカッツ  真夜中のワイドショー」に改められている。服装は第29回までは恵比寿★マスカッツ時代のペットマークがついた衣装を着ていたが、第30回以降はそのペットマークを外した衣装を着て出演している。
2017年の番組開始時からAbemaSPECIALチャンネルで毎週金曜 0:00 - 1:00（木曜深夜）配信であったが、2019年8月6日よりAbemaSPECIAL2チャンネルでの毎週火曜 23:00 - 24:00に配信枠を移動。8月27日#81で最終回となるが、10月より新番組「真夜中の運動会」として開始。
収録番組となってからは収録は1回の収録で約4週分を撮影していたため、収録スケジュールが合わない場合約4週欠席することとなり、後述するキャッチフレーズのように三上や桃乃木はレアな出席率を番組中でもいじられていた。

## 出演者
MC
- オアシズ（大久保佳代子・光浦靖子）

おもに大久保が進行役を務める。光浦は「番組の良心」と呼ばれる。
ご意見番
- 黒沢かずこ（森三中）

何かしらのキャラクターに扮して出演することが多い。
セクシー記者
- 恵比寿マスカッツ

12名前後が選抜され出演していたが、新メンバーが加入した2018年8月31日からは基本的には全メンバーが出演している。キャッチフレーズは概ね『恵比寿マスカッツ横丁!』のものが踏襲されている。
| 名前       | 衣装の色 | 衣装の色 | キャッチフレーズ                                                                                           | 備考                            |
| ---------- | -------- | -------- | --- | ------------------------------- |
| 石岡真衣   | ピンク   | ピンク   | 名古屋セクシーコーチン 外国人を自らナンパ 山中のことがマジで嫌い 霊長類エロ化最強                          |                                 |
| 市川まさみ | 赤       | 赤       | 5代目リーダー ミス不器用 マスカッツイチ純粋 史上最エロのメイドインジャパン                                 | 恵比寿マスカッツ・5代目リーダー |
| 羽咲みはる | 黄色     | 黄色     | ぴょんぴょんワシンぴょん 天下無双の火の玉コちゃん                                                          |                                 |
| 川上奈々美 | ネイビー | ネイビー | 未完成ピエロ モグラ親分 立て籠り犯                                                                         |                                 |
| 神崎紗衣   | 赤       | 赤       | ナニワの成り上がり クロちゃんの心を折った女 高橋みなみ似の美女? クロちゃんねる                             |                                 |
| 黒沢美怜   | 黄色     | 黄色     | スベリ女王 くそヒットマン くそすべり女王 運勢最下位女王                                                    |                                 |
| 辰巳シーナ | 黄色     | 黄色     | 呪い人 羊の皮を被った悪魔                                                                                  |                                 |
| 藤原亜紀乃 | ピンク   | ピンク   | 貧乏谷のフーミン                                                                                           |                                 |
| 松岡凛     | ネイビー | ネイビー | 後ろ姿美人 今何でもやる人 MATSU-3PO おい松岡 バケ・モノ2                                                   |                                 |
| 三上悠亜   | 水色     | 水色     | バカ 2年間バカにされ続けたバカ バカ卒業                                                                    |                                 |
| 三田羽衣   | ネイビー | ネイビー | 三田夫人 松岡の親友                                                                                        |                                 |
| みひろ     | 白 →     | 水色     | 最年長新人 だっふんだイズム最後の継承者 マスカッツ最狂のオバハン 志村塾出身                                | 初代恵比寿マスカッツ            |
| 桃乃木かな | ピンク   | ピンク   | ピンポンエース ピーチ姫 ピーチハゲ レア出勤 五木ひろしボイス イケメンのためにおめかししてきた やっと来る子 |                                 |
| 由愛可奈   | 黄色     | 黄色     | クレイジーチャップリン クレイジーピカソ                                                                    |                                 |
| 吉澤友貴   | ネイビー | ネイビー | ゲス お散歩番長 マンタ顔                                                                                   | [ 注 2 ]                        |
| 粕谷まい   | ネイビー | ネイビー | カスカスダンス                                                                                             |                                 |
| 架乃ゆら   | ピンク   | ピンク   | マネジャーが優秀 ロリコンエース                                                                            |                                 |
| 如月さや   | 赤       | 赤       | ちゃんとした人 ナレーションクイーン マスカッツ2代目MC 進行                                                 | [ 注 3 ]                        |
| 小林ひろみ | ネイビー | ネイビー | みひろの手下 小柳ルミ子 ルミ子                                                                             |                                 |
| 桜もこ     | 水色     | 水色     | 偽アッキー もこもこ星人 よくない薬をやっている? バカ太郎                                                   |                                 |
| 白藤有華   | 赤       | 赤       | 鼻息No.1 隠れスベリ補佐官                                                                                  |                                 |
| 友田彩也香 | 赤       | 赤       | 苦労人 意外といい歳 セクシー音頭 オバハン マスカッツ運勢No.1 運勢1位                                       |                                 |
| なつ葵     | ネイビー | ネイビー | 京都太秦 太秦風女子 頭脳No.1 女優志望                                                                      |                                 |
| 七海ティナ | 黄色     | 黄色     | 愛知の狂犬 しゃちほこ クセが強い セクシータイソン                                                          |                                 |
| 奈良歩実   | 黄色     | 黄色     | 絶叫レースクイーン びっくり顔のタイ米娘 タイ米娘 いつも口が空いている バケモノ                             |                                 |
| 藤井マリー | 水色     | 水色     | 殺されかけた女 クワバタさん レースクイーン                                                                 |                                 |
| 松本ゆん   | 水色     | 水色     | ゆんぼーまーぼー天気予報 トイレで泣く女                                                                    |                                 |
| 宮村ななこ | 黄色     | 黄色     | 笑うエクソシスト 老婆をシカト エロエクソシスト                                                             |                                 |
| 山中真由美 | ピンク   | ピンク   | 笑顔の保育士さん 悪魔の保育士                                                                              |                                 |

### 過去の出演者
恵比寿マスカッツ 中途降板者（降板順）
| 名前         | 衣装の色 | キャッチフレーズ                                                    | 備考                                      |
| ------------ | -------- | ------------------------------------------------------------------- | ----------------------------------------- |
| 明日花キララ | 赤       | 5代目ポンコツリーダー                                               | 5代目リーダー 2018年4月17日にグループ卒業 |
| 葵つかさ     | ネイビー | 暴走ワイドショー!                                                   | 2018年7月1日にグループ卒業                |
| 小島みなみ   | ピンク   | 悪魔のエンジェルボイス 戦慄のすけべ小僧                             | 2018年8月24日にグループ卒業               |
| 神咲詩織     | 赤       | 裸場のピアニスト 暴れおっぱい                                       | 2018年12月15日にグループ卒業              |
| 古川いおり   | 赤       | チーフ・コガワ 黒髪のターミネーター                                 | 2018年12月15日にグループ卒業              |
| スーブー     | 赤       | 代表取締役ブス ブスに徹しない ブスの踊り子 アイアム、ブス ブス      | 2018年12月15日にグループ卒業              |
| 田森美咲     | 黄色     | 恵比寿マスカッツ1.5 悪魔の桃尻娘 悪魔のショート娘 100円ショップ店員 | 2018年12月15日にグループ卒業              |
| 夏目花実     | 黄色     | さすらいのどんぐり番長 しょうもなクイーン 涙のゴーヤ娘              | 2018年12月15日にグループ卒業              |
| 湊莉久       | 水色     | 室井滋が止まらない 室井滋子                                         | 2018年12月15日にグループ卒業              |
| 白石茉莉奈   | 水色     | ミセスどっこいしょ 怪力 2児の母                                     | 2019年4月2日にグループ卒業                |
| 日菜々はのん | [ 注 6 ] | セクシーP.P.A.P 不思議ちゃんぽん                                    | 2019年4月2日にグループ卒業                |

PTA（保護者会）・初代恵比寿マスカッツ
- 蒼井そら（2018年1月26日配信分で卒業）
- 麻美ゆま（2018年1月26日配信分で卒業）
- 吉沢明歩・篠原冴美（2018年12月20日）

代打MC
- 柴田英嗣（アンタッチャブル）（2017年12月15日）
- 鈴木拓（ドランクドラゴン）（2018年8月17日、8月24日、11月2日、11月23日、2019年2月8日、3月8日、7月5日、7月19日）
- 品川祐（品川庄司）（2018年9月14日）

企画レギュラー出演
- クロちゃん（安田大サーカス）

おもに全身白塗り、白ブリーフ、体にローション姿の「妖怪ヒザクンニ」としての出演が多い。かつらを着用した「池 面太郎」としての出演もある。
ゲスト
- Love Me Do（2017年11月9日、11月17日、2018年4月20日、2019年1月25日）
- 河本準一（次長課長）（2018年12月20日）
- 佐竹正史（ビスケッティ）（2019年3月8日）
- アントニー（マテンロウ）（2019年3月15日）
- 阿佐ヶ谷姉妹（渡辺江里子・木村美穂）（2019年5月24日）
- 山中知恵（2019年6月7日）

芸能リポーター
- 長谷川まさ子（週刊ワイドワイドニュース担当、2018年1月18日 - 2月8日）

## おもな企画
光浦靖子!セックスへの道
最近ご無沙汰のご意見番に、性の達人であるマスカッツメンバーが講師となりいろはを教える情報コーナー。
週刊ワイドワイドニュース
芸能ニュースや時事問題をマスカッツなりに討論するコーナー。
週間 中ズリズリチェック
表に出ていない芸能情報を記者が集め発表。実名を出していいかどうかの判断をMCが行う。
真夜中のセクシー事件簿
地上波では話せないセクシー事件を討論するコーナー。
真夜中のセクシー天気予報
スタジオ外から全国歓楽街の様子を予報するコーナー。
今日の葵とじ
芸能界のヤバい情報を持つ葵つかさの作った袋とじ。その内容を紹介していいかどうかを決めるコーナー。
心に響け ゴーヤでのど自慢
司会は古川いおり。オアシズと黒沢の心の傷を歌で癒すコーナー。オアシズらは心の傷をスタッフからでっち上げられさらに心を痛めつけられる。心に響いた場合は金一封。響かなかった場合はマイクとして使用したゴーヤを食す。このほかクイズコーナーなどでも古川が仕切ることが多く、同様にゴーヤが罰ゲームになることが多い。
ダンスダンスワイドショー
世の中に言いたいことをお立ち台に上って絶叫するコーナー。かつてはお立ち台で噛むと顔面にパイが降ってきたが、メンバーの言いたいことに対して大久保や黒沢が深掘りしてメンバーに答えさせる形式となった。
こっち向いてアハ～ン
2018年6月開始。マスカッツメンバーたちが声による演技を披露し、衝立の向こうにいる光浦を興奮させあう企画。光浦は音やセリフに興奮することで衝立の小窓から顔をのぞかせ、小窓の空き具合、全開きになるまでのスピードなどで勝敗を喫する。
しょうもないニュース
吉澤友貴ふんするピンヒールモモコがキャスター、湊莉久扮する室井滋子がコメンテーターとなりマスカッツに起きたトピックを切るニュースコーナー。
ましたけどデスボール
2019年2月開始。メンバーでドッジボールを行い、ボールに当たったら自分の秘密を暴露しなければならない暴露ドッジボール。面白い、興味深い暴露だと審判に認められた場合のみコートから抜け出せるが、つまらない暴露の場合はコート内に戻される。ただし、あまりにひどい秘密を暴露する際は口元に㊙の自主規制音が被せられ、テロップにも伏字がつけられる。
クロちゃんドッキリ（コーナー名は不定）
2017年11月に明日花キララが「神崎紗衣にしつこく付きまとっている“芸人K”」として事実関係を告白し、生電話ドッキリを仕掛けたことからスタート。2018年夏には神崎を仕掛け人に2か月にわたるお仕置きドッキリを仕掛けた。一度はコーナーが終了したものの1月に写真週刊誌にデート現場が撮られたことで、第55回配信にて2人に真相を聞く緊急記者会見を配信し、神崎は交際宣言をしたもののクロちゃんは「ごめんなさい」と断った。番組内に収まらなかった約10分間は後日未公開映像として配信した。以降も神崎とのかけあいで要所要所で要素を挿入している。
足立区の超ヤベーニュース
足立区出身のキャスター松岡凛が大久保とともに、足立区の“超ヤベー事件”をニュース番組風に紹介するコーナー。

## 主題歌

### CM前ジングル
- 恵比寿マスカッツ「バッキャロー」→（辻本杏の「バッキャロー」叫び声の後）タイトルコール（〜第59回）
- 恵比寿マスカッツ「ジャンジャンパーレー」→タイトルコール（第60回〜）
- 恵比寿マスカッツ「EBISU ANIMAL ANTHEM」→タイトルコール（第75回〜81回）

### エンディング曲
- 恵比寿マスカッツ「ビビる-Bodyで-Boo」（2018年4月13日 – 終了不明）

## スタッフ
- ナレーター：中澤明日香（#70）、富沢美智恵（#77、80、81）、堂坂晃三（#78）
- 構成：小川浩之、鈴木工務店、佐藤俊明、山口トンボ、山越和宏
- CAM：遠藤敏洋、秋山勇人、小出豊
- AUD：森田篤、小清水健治
- メイク：外山裕子
- 編集：武藤洋徳、佐藤敦哉
- MA：奴賀貴幸、八島未菜
- 音響効果：渡辺貴信
- 技術協力：共同テレビジョン、ニューテレス、ジーリンクスタジオ、スタジオいろは
- デスク：武田敦子
- アシスタントプロデューサー：原朋也、石川友里子
- ディレクター：笠井さとみ、得能和貴、三井知人
- ユニットマネージャー：山根愛美
- プロデューサー：宮村明
- 総合プロデューサー→総監督：マッコイ斉藤
- 制作協力：SHO-GUN
- 制作著作：AbemaTV

## 関連

### 特別番組
- 邪道だらけの夜の大運動会（2018年4月30日）恵比寿マスカッツ 1.5が出演。おぎやはぎ司会の番組。当番組が事実上のホストを務め、番組内で優勝を目指すための「目指せ100万円への道」がコーナー化されている。
- 緊急拡大版！蒼井そら出産未公開に神崎&クロちゃんの記者会見 ワイドショー（2019年5月2日‐3日）2日23:40から翌3日1:00までAbemaSPECIAL 2チャンネルで配信[20]。「蒼井そら出産生中継」を受けた拡大配信。前半30分ほどは出産生中継の演出テイストで配信。レギュラー以外の出演：蒼井そら、DJ NON、永作あいり[21]。

### 他番組とのコラボ
- 新春アベマで姫はじめ！ピーチゃん×妄マン×マスカッツ 生で今年もよろシコねSP（2018年1月1日）当番組と「妄想マンデー」「ピーチゃんねる」の3番組合体特別番組となっている[22]。

### ゲーム
- 『ジョーカー〜ギャングロード〜』（アプリボット）2019年5月28日から6月16日までコラボレーション。三上悠亜、桃乃木かな、市川まさみ、吉澤友貴、みひろ、由愛可奈らマスカッツメンバーの他、クロちゃんが登場する。オリジナルストーリーも配信される[23]。